# Isogenoides doratus
Isogenoides doratus és una espècie d'insecte plecòpter pertanyent a la família dels perlòdids.

## Descripció
- El mascle adult fa 13-17 mm de llargària corporal, és de color marró a marró fosc i les ales anteriors li fan entre 13 i 14,5 mm de longitud.
- La femella adulta fa 15-19 mm de longitud, presenta una coloració similar a la del mascle, les ales anteriors li mesuren 15,5-17 mm i té la placa subgenital ampla a la base.
- La nimfa és de color marró clar a groc amb taques clares i fosques.[7]

## Hàbitat
En el seu estadi immadur és aquàtic i viu a l'aigua dolça, mentre que com a adult és terrestre i volador.

## Distribució geogràfica
Es troba a Nord-amèrica: el Canadà (la Colúmbia Britànica, Manitoba i el Quebec) i els Estats Units (Iowa, Minnesota i Michigan), incloent-hi els llacs Huron, Michigan i Superior.